# Dasypoda pyrotrichia
Dasypoda pyrotrichia là một loài ong trong họ Melittidae. Loài này được Förster miêu tả khoa học đầu tiên năm 1855.